# Konstitutionelle Union

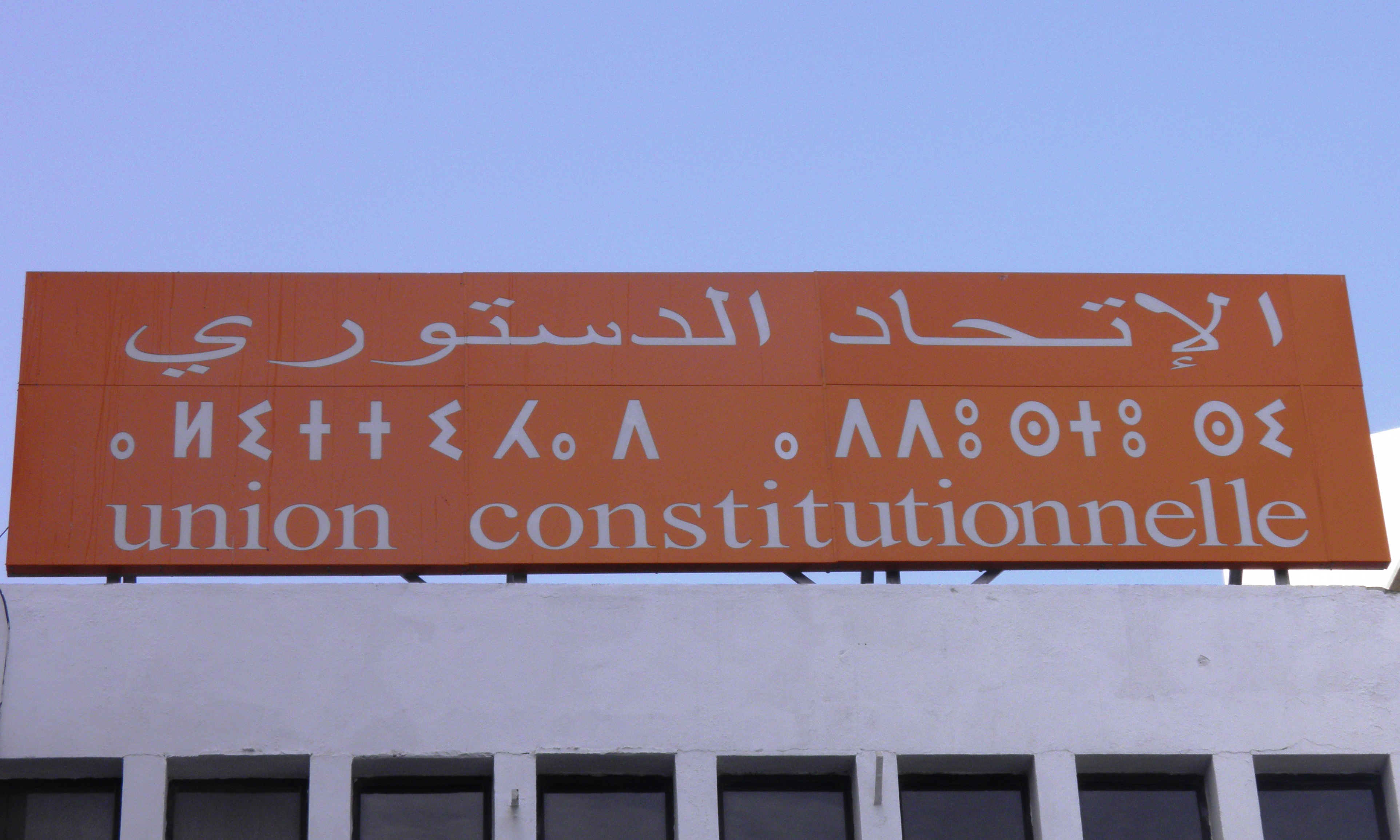
Konstitutionelle Union, Logo in drei Sprachen (2012)

Die Konstitutionelle Union (arabisch الاتحاد الدستوري, DMG al-Ittiḥād ad-dustūrī, Zentralatlas-Tamazight ⴰⵍⵉⵜⵜⵉⴰⴷ ⴰⴷⴷⵓⵙⵜⵓⵔⵉ Alittiad addusturi, französisch Union Constitutionelle (UC)) ist eine politische Partei in Marokko.
Sie gilt als royalistisch-konservativ und wirtschaftsliberal und gehört der Liberalen Internationalen an.

## Geschichte
Sie wurde im Jahre 1983 vom damaligen Ministerpräsidenten Maati Bouabid am Ende seiner Regierungszeit unter König Hassan II. gegründet. In der Folge gewann sie die Parlamentswahl in Marokko 1984 und die Wahlen 1993. Die Wahlen von 1997 verlor sie knapp gegen die Sozialistische Union der Volkskräfte (USFP) und ging in die Opposition. Vor der Wahl war der Gründer Maati Bouabid im Jahr 1996 verstorben, die nächsten beiden Jahre blieben geprägt von einer Folge interimistischer Parteivorsitzenden.
Im Jahr 1998 übernahm der Partei-Gründungsanwalt Abdellatif Semlali die Parteiführung bis zu seinem Tode im Jahr 2001 und wurde vom Gründungsmitglied Mohamed Abied abgelöst.
Vor der nächsten Wahl im Jahr 2002 spaltete sich die Liberale Partei Marokkos, französisch Parti marocain libéral (PML) von der UC ab. Nachlassender Rückhalt in der Wählerschaft drückte sich deutlich im Wahlergebnis aus, welches zum Verlust von 34 Sitzen im Parlament führte – nur noch 16 Sitze blieben erhalten. Vier Jahre später erfolgte 2006 eine weitere Abspaltung mit der Marokkanischen Union für die Demokratie, französisch Union marocaine pour la démocratie (UMD). Dennoch konnte die Partei ihr Wahlergebnis bei der Wahl im Jahr 2007 leicht verbessern und 27 Sitze im Parlament erlangen.
Mit den beiden Wahlen nach der Verfassungsreform von 2011 musste die Partei wieder Stimmen bzw. Parlamentssitze abgeben und erreichte im Jahr 2011 noch 23 Sitze (obwohl sich die Gesamtzahl der Sitze von 325 auf 395 Sitze erhöht hatte) und im Jahr 2016 nur noch 19 Sitze.
2015 leitete Mohamed Abied auf einem turbulenten Parteikongress seine Ablösung vom Parteivorsitz ein, worauf Mohammed Sajid, bisher Bürgermeister von Casablanca, intern zum neuen Vorsitzenden gewählt wurde.

## Liste der Generalsekretäre (Parteivorsitzenden)
- Maati Bouabid (Gründer und Parteivorsitzender 1983 – 1996)[3]
- Vorsitz-Rotation (1996 – 1998)
- Abdellatif Samlali (1998 – 2001)
- Mohamed Abied (2001 – 2015)
- Mohammed Sajid (seit 2015)

## Wahlergebnisse
| Wahlergebnisse Nationalversammlung im Parlament (1983 – 2016) | Wahlergebnisse Nationalversammlung im Parlament (1983 – 2016) | Wahlergebnisse Nationalversammlung im Parlament (1983 – 2016) |
| Jahr                                                          | Stimmenanteil                                                 | Sitze                                                         |
| ------------------------------------------------------------- | ------------------------------------------------------------- | ------------------------------------------------------------- |
| 1984                                                          | 27,12 %                                                       | 83/306(gewonnen)                                              |
| 1993                                                          | 16,22 %                                                       | 54/333(gewonnen)                                              |
| 1997                                                          | 15,38 %                                                       | 50/325                                                        |
| 2002                                                          | 5,0 %                                                         | 16/325                                                        |
| 2007                                                          | 7,3 %                                                         | 27/325                                                        |
| 2011                                                          | 5,8 %                                                         | 23/395                                                        |
| 2016                                                          | 4,7 %                                                         | 19/395                                                        |